# De verborgen schat
 De verborgen schat  is een verhaal uit de Belgische stripreeks Piet Pienter en Bert Bibber.
Er bestaan twee versies van het verhaal. De eerste versie verscheen in Het Handelsblad van 10 december 1951 tot 1 april 1952. De tweede versie verscheen van 5 november 1960 tot 7 maart 1961 in Gazet van Antwerpen en als nummer 16 in de reeks.

## Synopsis

### Handelsblad-versie
Bert Bibber komt naar Antwerpen om zijn vriend Piet Pienter te bezoeken. Op de trein maakt hij kennis met een oudere heer die hem vraagt om een document voor hem te bewaren. Bij aankomst in Antwerpen wordt deze man ontvoerd. Het document blijkt de vindplaats te onthullen van een verborgen schat. De schat bestaat uit de buit van struikrover Guttmans. Voor deze schat bestaat er uiteraard belangstelling uit verdachte hoek.

#### Personages
- Piet Pienter
- Bert Bibber
- Prof. Snuffel
- Antiquair Loebass

### Gazet van Antwerpen-versie
Hilarius Slurf, de oom van Jacobus Slurf, laat een aanzienlijke erfenis na. Omdat neef Jacobus een losbol is heeft zijn oom het fortuin verstopt en laat hij het na aan de eerlijke vinder. Jacobus Slurf erft 4 boeken getiteld Het wel en wee van katten en poezen geschreven door zijn oom. Wat hij niet weet is dat de sleutel voor het vinden van de erfenis in deze boeken te vinden is. Hij gooit deze boeken in de vuilnisbak, waar ze gevonden worden door een voddenkoopman. Deze brengt ze naar een tweedehandsboekhandel.
Bert Bibber is een echte poezenvriend geworden. Hij koopt de boeken van Slurf en vindt hierin de aanwijzingen voor het Slurf-fortuin. Piet en Bert gaan op zoek naar de schat om professor Kumulus uit zijn financiële nood te helpen. Maar er zijn kapers op de kust...

#### Personages
- Piet Pienter
- Bert Bibber
- Jacobus Slurf
- Justus Slabber

## Verschillen tussen beide versies
In de Handelsblad-versie duiken een aantal personages op dat in latere verhalen opnieuw wordt gebruikt. Zo zijn er Jaak Borstelmans (die een vroege incarnatie is van Theo Flitser) en professor Snuffel.
De vriend van professor Snuffel is Loebas. De figuur Loebas wordt later gebruikt in Het raadsel van de Schimmenburcht, maar de kennismaking tussen Loebas en Piet en Bert zal worden gebruikt in De Inca-schat der Cordillera.
Ook andere stroken uit deze versie komen in latere verhalen terug. Zo wordt er bij Piet en Bert ingebroken. Deze inbraakscène is later opnieuw gebruikt in De Kumulus-formule. Een tweede inbraak, ditmaal in de bank, zal later in Het raadsel van de Schimmenburcht opduiken.

## Albumversies
De verborgen schat verscheen in 1961 als album 16 bij uitgeverij de Vlijt in tweekleurendruk blauw en bruin. Toen Pom in zee ging met uitgeverij De Standaard, werd het album herdrukt op A4-formaat en in zwart-wit.
De Handelsblad-versie werd in 1998 in beperkte oplage (500 genummerde exemplaren en 26 auteursexemplaren A-Z) uitgegeven door Spirit Temse in samenwerking met uitgeverij De Standaard op A5, in zwart-wit en ingebonden. Om compleet te zijn, hoort bij dit boek een ex libris dat verklaart dat in het boek twee pagina's verwisseld zijn.